# ユーロビジョン・ソング・コンテスト1960
ユーロビジョン・ソング・コンテスト1960こと第5回ユーロビジョン・ソング・コンテスト(英語表記：Eurovision Song Contest Grand Prix 1960) は1960年3月29日(火曜日)にイギリス・ロンドンのロイヤル・フェスティバル・ホール(2500人収容)で行われた。製作は英国放送協会(BBC)、プレゼンターは女優のケイティ・ボイル。曲目紹介は、英語の後、各国の言語を用いた。ウィークデーの開催はこの大会が最終となった。

## イギリス開催の経緯
本来、規定通りならば、前年優勝国であるオランダで開催されるべきだったが、同国は「2年前に開催したばかりで資金負担が厳しい」という理由で辞退した。その結果、2位のイギリスが繰り上げで開催することになった。

## 参加国及び放送ネットワーク
13ヶ国　15社ネットワーク。

ノルウェーが新規参入し、NRKノルウェー放送協会での放送が開始した。フィンランド派を代表は送り込まなかったものの、YLEフィンランド国営放送国営放送での放送を開始した。
| - (3) 英国放送協会 (TV1,ライトプログラム) - (1) NRKノルウェー放送協会 - (2) TMCテレ・モンテカルロ - (3) SRスウェーデン放送 - (4) CLT テレ・ルクセンブルク - (4) デンマーク放送協会 - (4) オーストリア放送協会 | - (5) ドイツ公共放送連盟 (ドイツテレビジョン) - (5) NTS オランダ・テレビ協会 - (5) - NIRベルギー国営放送協会オランダ語放送 - INRベルギー国営放送協会フランス語放送 - (5) RTFフランス国営放送 - (5) スイス放送協会 (tsr仏語放送TV,DSR独語放送TV,TSI伊語放送TV) - (5) イタリア放送協会 (国民テレビ) |

( )内数字は参加回数

## 音楽監督
音楽監督はエリック·ロビンソンで、イギリスとルクセンブルク代表の伴奏を指揮した他、幕間の演奏も担当した。

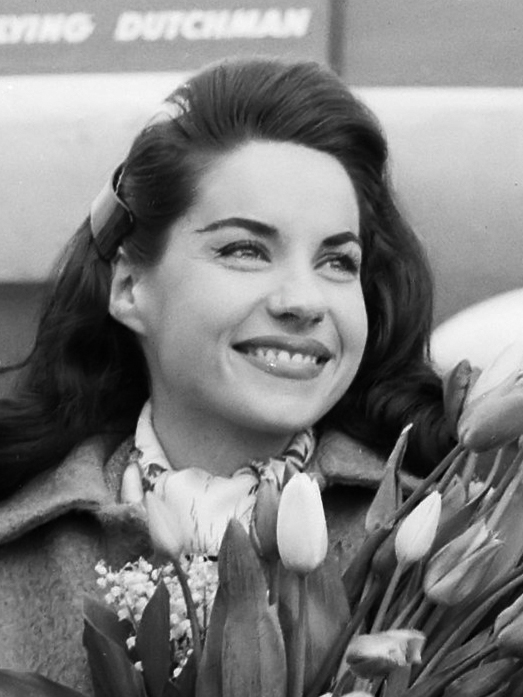
ジャクリーヌ・ボワイエ

尚、フランスは前年に引き続きフランク・プゥルセル、モナコはレイモン・ルフェーブルが担当。

## 投票方式
投票方法は前年と同様。各国審査員は各10名。1人1票。国際電話で伝えられた投票数はスコアボード・パネルに表示された。

モナコの投票報告の際に不手際があったため、修正のためオーストリアの発表が遅れるという事態が発生した。

## 結果
優勝は、フランスのジャクリーヌ・ボワイエ「トム・ピリビ」で、イタリアを除く全ての国が投票した。同曲は、その後、英語版、ドイツ語版もレコード化され、ヨーロッパでヒットしたばかりでなく、翌年、日本語詞がつけられ、NHK「みんなのうた」で紹介されたため、日本でも知られるようになった。

尚、セレモニーとして、前年の優勝者から優勝トロフィを手渡しすることが、恒例になった。
| 登場順 | 国名           | 言語             | アーティスト名                             | 曲目                       | 順位 | 得点 |
| ------ | -------------- | ---------------- | ------------------------------------------ | -------------------------- | ---- | ---- |
| 01     | イギリス       | 英語             | Bryan Johnson ブライアン・ジョンソン       | Looking High, High, High   | 2    | 25   |
| 02     | スウェーデン   | スウェーデン語   | Siw Malmkvist シヴ・マルムクジスト         | Alla andra får varann      | 10   | 4    |
| 03     | ルクセンブルク | ルクセンブルク語 | Camillo Felgen カミーリョ・フェルゲン      | So laang we's du do bast   | 13   | 1    |
| 04     | デンマーク     | デンマーク語     | Katy Bødtger ケイティ・ブトガ              | Det var en yndig tid       | 10   | 4    |
| 05     | ベルギー       | フランス語       | Fud Leclerc フド・ルクレール               | Mon amour pour toi         | 6    | 9    |
| 06     | ノルウェー     | ノルウェー語     | Nora Brockstedt ノーラ・ブロックシュテット | Voi Voi                    | 4    | 11   |
| 07     | オーストリア   | ドイツ語         | Harry Winter ハリー・ヴィンター            | Du hast mich so fasziniert | 7    | 6    |
| 08     | モナコ         | フランス語       | François Deguelt フランソワ・ドゲルト      | Ce soir-là                 | 3    | 15   |
| 09     | スイス         | イタリア語       | Anita Traversi アニタ・トラヴェルシ        | Cielo e terra              | 8    | 5    |
| 10     | オランダ       | オランダ語       | Rudi Carrell ルディ・キャレル              | Wat een geluk              | 12   | 2    |
| 11     | 西ドイツ       | ドイツ語         | Wyn Hoop ヴィン・ホープ                    | Bonne nuit ma chérie       | 4    | 11   |
| 12     | イタリア       | イタリア語       | Renato Rascel レナート・ラスチェル         | Romantica                  | 8    | 5    |
| 13     | フランス       | フランス語       | Jacqueline Boyer ジャクリーヌ・ボワイエ    | Tom Pillibi                | 1    | 32   |

## 得点表
|          |                | 審査員            | 審査員               | 審査員         | 審査員      | 審査員         | 審査員            | 審査員   | 審査員   | 審査員      | 審査員      | 審査員      | 審査員      | 審査員 | 審査員 |
| 合 計    | イ ギ リ ス    | ス ウ ェ 丨 デ ン | ル ク セ ン ブ ル ク | デ ン マ 丨 ク | ベ ル ギ 丨 | ノ ル ウ ェ 丨 | オ 丨 ス ト リ ア | モ ナ コ | ス イ ス | オ ラ ン ダ | 西 ド イ ツ | イ タ リ ア | フ ラ ン ス |        |        |
| -------- | -------------- | ----------------- | -------------------- | -------------- | ----------- | -------------- | ----------------- | -------- | -------- | ----------- | ----------- | ----------- | ----------- | ------ | ------ |
| 出 場 者 | イギリス       | 25                |                      | 1              | 5           |                | 1                 | 2        | 3        | 1           | 4           | 5           | 1           | 2      |        |
| 出 場 者 | スウェーデン   | 4                 |                      |                |             |                |                   |          |          |             |             | 1           |             | 1      | 2      |
| 出 場 者 | ルクセンブルク | 1                 |                      |                |             |                |                   |          |          |             |             |             |             | 1      |        |
| 出 場 者 | デンマーク     | 4                 | 1                    |                | 1           |                |                   | 2        |          |             |             |             |             |        |        |
| 出 場 者 | ベルギー       | 9                 |                      | 4              |             |                |                   |          | 1        |             |             |             | 1           | 3      |        |
| 出 場 者 | ノルウェー     | 11                | 1                    |                |             | 2              | 1                 |          | 1        |             | 4           | 1           |             |        | 1      |
| 出 場 者 | オーストリア   | 6                 | 2                    |                |             | 2              | 1                 |          |          |             |             |             |             | 1      |        |
| 出 場 者 | モナコ         | 15                | 1                    |                | 1           | 2              |                   |          |          |             | 1           |             | 7           |        | 3      |
| 出 場 者 | スイス         | 5                 |                      |                | 1           |                |                   | 1        | 2        |             |             |             |             | 1      |        |
| 出 場 者 | オランダ       | 2                 |                      |                |             |                | 1                 |          |          |             |             |             |             | 1      |        |
| 出 場 者 | 西ドイツ       | 11                |                      | 1              |             |                | 2                 |          | 2        | 2           |             |             |             |        | 4      |
| 出 場 者 | イタリア       | 5                 |                      |                | 1           |                | 1                 |          |          | 2           |             | 1           |             |        |        |
| 出 場 者 | フランス       | 32                | 5                    | 4              | 1           | 4              | 3                 | 5        | 1        | 5           | 1           | 2           | 1           |        |        |

## 歌詞
各曲の歌詞については以下を参照のこと

Diggiloo Thrush